# ملاثانی
ملاثانی، شهری در بخش مرکزی شهرستان باوی در استان خوزستان ایران است. این شهر، مرکز شهرستان باوی است.

## جمعیت
بر پایه سرشماری عمومی نفوس و مسکن در سال ۱۳۹۵، جمعیت شهر ملاثانی برابر با ۱۷٬۳۳۷ نفر (۴٬۶۹۵ خانوار) بوده است.